# Wednesday (televíziós sorozat)
A  Wednesday 2022-től vetített amerikai krimi- és horrorvígjáték-sorozat, amelyet Tim Burton rendezett és Alfred Gough és Miles Millar alkotott Charles Addams Az Addams Familyje alapján. A főbb szerepekben Jenna Ortega, Gwendoline Christie, Riki Lindhome, Jamie McShane és Hunter Doohan látható.
Az Amerikai Egyesült Államokban és Magyarországon 2022. november 23-án mutatta be a Netflix.

## Cselekmény
Miután kirúgták a középiskolából, mert megpróbálta megölni testvére, Pugsley bántalmazóit, Wednesday Addams a Nevermore Akadémiára kezd járni, a kitaszítottak iskolájába, ahová egykor szülei, Gomez és Morticia is jártak. A kortársai közé való beilleszkedéssel és a látnoki képességeivel küszködve Wednesday több gyilkosság szemtanúja lesz, amelyeket egy különös szörnyeteg követett el.

## Szereplők

### Főszereplők
| Szereplő                         | Színész                  | Magyar hang             | Leírás |
| -------------------------------- | ------------------------ | ----------------------- | --- |
| Wednesday Addams                 | Jenna Ortega             | Staub Viktória          | Gót tinédzser, aki parafenomén képességekkel rendelkezik. A Nevermore Akadémiára, a kitaszítottak iskolájába kerül, mivel korábbi beiratkozásai során csínytevéseket okozott. |
| Wednesday Addams                 | Váradi Karina (fiatalon) | Nem szólal meg          | Gót tinédzser, aki parafenomén képességekkel rendelkezik. A Nevermore Akadémiára, a kitaszítottak iskolájába kerül, mivel korábbi beiratkozásai során csínytevéseket okozott. |
| Larissa Weems                    | Gwendoline Christie      | Peller Anna             | A Nevermore Akadémia igazgatója és egykori diákja, aki Morticia Addams szobatársa volt.                                                                                       |
| Donovan Galpin                   | Jamie McShane            | László Zsolt            | Kisvárosi seriff, aki gyanakszik a Nevermore Akadémiára és konkrétan Wednesdayre.                                                                                             |
| Tyler Galpin                     | Hunter Doohan            | Brasch Bence            | Donovan seriff fia, aki egy kávézóban dolgozik, és összebarátkozik Wednesday-jel.                                                                                             |
| Xavier Thorpe                    | Percy Hynes White        | L. Nagy Attila          | A Nevermore Akadémia diákja, aki megkedveli Wednesdayt. |
| Enid Sinclair                    | Emma Myers               | Mentes Júlia            | Wednesday színes, félig vérfarkas lakótársa, aki megpróbál a barátja lenni, annak ellenére, hogy Wednesday nem érdeklődik iránta.                                             |
| Dr. Valerie Kinbott              | Riki Lindhome            | Kovács Patrícia         | Terapeuta, akit Wednesday alkalmanként meglátogat. |
| Bianca Barclay                   | Joy Sunday               | Szilágyi Csenge         | Egy szirén, a Nevermore Akadémia sikeres diákja, Xavier volt barátnője. |
| Ajax Petropolus                  | Georgie Farmer           | Kenéz Ágoston           | Egy gorgó, Enid fülig szerelmes belé. |
| Yoko Tanaka                      | Naomi J. Ogawa           | Quintus Flóra           | Egy vámpír. |
| Marilyn Thornhill / Laurel Gates | Christina Ricci          | Molnár Ilona            | Tanár a Nevermore Akadémián, aki érdeklődik a növények iránt. |
| Eugene Otinger                   | Moosa Mostafa            | Gáll Dávid              | Wednesday barátja, úgy szereti a méheit, mintha a gyerekei lennének. |
| Agnes DeMille                    | Evie Templeton           | Dolmány-Bogdányi Korina | |

### Mellékszereplők
| Szereplő                             | Színész                   | Magyar hang        | Leírás                                                                                                  |
| ------------------------------------ | ------------------------- | ------------------ | --- |
| Izé                                  | Victor Dorobantu          | Nem szólal meg     | Wednesday rokona, akit Gomez küldött, hogy vigyázzon rá a Nevermore Akadémián.                          |
| Morticia Addams                      | Catherine Zeta-Jones      | Kéri Kitty         | Wednesday édesanyja, aki fiatalabb korában a Nevermore Akadémiára járt.                                 |
| Gomez Addams                         | Luis Guzmán               | Kardos Róbert      | Wednesday apja, aki egy feltételezett sorozatgyilkos.                                                   |
| Pugsley Addams                       | Isaac Ordonez             | Vida Bálint        | Wednesday öccse, akit gyakran piszkálnak, és arra hagyatkozik, hogy kihúzza a kínos helyzetekből.       |
| Fester bácsi                         | Fred Armisen              | Kerekes József     | Gomez testvére, akit bankrablóként gyanúsítanak. Jó kapcsolatban van Wednesday-jel.                     |
| Lurch                                | George Burcea             | Nem szólal meg     | Az Addams család komornyikja.                                                                           |
| Ritchie Santiago                     | Luyanda Unati Lewis-Nyawo | Alberti Zsófi      | Helyettes, aki Donovannal dolgozik.                                                                     |
| Rowan Laslow                         | Calum Ross                | Nikas Dániel       | A Nevermore Akadémia diákja, aki telekinetikus képességekkel rendelkezik, és gondot okoz Wednesdaynek.  |
| Lucas Walker                         | Iman Marson               | Böröndi Bence      | Jerichói, a polgármester fia.                                                                           |
| Joseph Crackstone                    | William Houston           | Rába Roland        | Telepes, Jericho alapítója. Ki akarja irtani a kitaszítottakat.                                         |
| Vlad mester                          | Cezar Grumăzescu          | Bercsényi Péter    | A vívószakkör vezetője, tanítója.                                                                       |
| Orloff professzor                    | Christopher Lloyd         | Harsányi Gábor     | A Nevermore legrégebbi tanára, akinek a feje egy üvegben van elhelyezve.                                |
| Barry Dort                           | Steve Buscemi             | Végh Péter         | Weems igazgató pirokinetikus utódja a Nevermore Akadémián.                                              |
| Dr. Rachael Fairburn                 | Thandiwe Newton           | Bánfalvi Eszter    | A Willow Hill főpszichiátere.                                                                           |
| Chet LaTroy / Kansas City-i skalpoló | Haley Joel Osment         | Szalay Csongor     | Egy szerencsétlen sorsú iskolás, állatfodrász és egy hírhedt sorozatgyilkos, akit Wednesday célba vesz. |
| Judi                                 | Heather Matarazzo         | Haumann Petra      | |
| Isadora Capli                        | Billie Piper              | Ágoston Katalin    | |
| Hester Frump                         | Joanna Lumpley            | Menszátor Magdolna | |
| Rosaline Rotwood                     | Lady Gaga                 |                    | A Nevermore legendás tanára, akivel Wednesday útjai keresztezik egymást.                                |

## Évados áttekintés
| Évad | Évad | Epizódok | Eredeti sugárzás   | Eredeti sugárzás    | Eredeti adó        | Magyar sugárzás     | Magyar sugárzás    | Magyar adó |
| Évad | Évad | Epizódok | Évadpremier        | Évadfinálé          | Eredeti adó        | Évadpremier         | Évadfinálé         | Magyar adó |
| ---- | ---- | -------- | ------------------ | ------------------- | ------------------ | ------------------- | ------------------ | ---------- |
|      | 1    | 8        | 2022. november 23. | 2022. november 23.  |                    | 2022. november 23.  | 2022. november 23. |            |
|      | 2    | 8        | 2025. augusztus 6. | 2025. szeptember 3. | 2025. augusztus 6. | 2025. szeptember 3. |                    |            |

## Epizódok

### 1. évad (2022)
| Sor. | Év. | Cím                                                                | Rendező         | Író                                        | Premier            |
| ---- | --- | ------------------------------------------------------------------ | --------------- | ------------------------------------------ | ------------------ |
| 1.   | 1.  | A szerdán születettek bánatosak (Wednesday's Child Is Full of Woe) | Tim Burton      | Alfred Gough és Miles Millar               | 2022. november 23. |
| 2.   | 2.  | A bánat a legmagányosabb szám (Woe Is the Loneliest Number)        | Tim Burton      | Alfred Gough és Millar                     | 2022. november 23. |
| 3.   | 3.  | Bánat vagy ellenség (Friend or Woe)                                | Tim Burton      | Kayla Alpert                               | 2022. november 23. |
| 4.   | 4.  | Bánatos éjszaka (Woe What a Night)                                 | Tim Burton      | Kayla Alpert                               | 2022. november 23. |
| 5.   | 5.  | Késő bánat (You Reap What You Woe)                                 | Gandja Monteiro | April Blair                                | 2022. november 23. |
| 6.   | 6.  | Bánat bánatot szül (Quid Pro Woe)                                  | Gandja Monteiro | April Blair                                | 2022. november 23. |
| 7.   | 7.  | Bánatos döntés (If You Don't Woe Me By Now)                        | James Marshall  | Alfred Gough, Miles Millar és Matt Lambert | 2022. november 23. |
| 8.   | 8.  | Gyilkosság és bánat (A Murder of Woes)                             | James Marshall  | Alfred Gough és Miles Millar               | 2022. november 23. |

### 2. évad (2025)
| Sor. | Év. | Cím                                                  | Rendező         | Író                                          | Premier             |
| ---- | --- | ---------------------------------------------------- | --------------- | -------------------------------------------- | ------------------- |
| 9.   | 1.  | Visszatérő bánat (Here We Woe Again)                 | Tim Burton      | Alfred Gough és Miles Millar                 | 2025. augusztus 6.  |
| 10.  | 2.  | Báránybőrbe bújt bánat (The Devil You Woe)           | Paco Cabezas    | Matt Lambert                                 | 2025. augusztus 6.  |
| 11.  | 3.  | A bánat szava (Call of the Woe)                      | Paco Cabezas    | Valentina Garza                              | 2025. augusztus 6.  |
| 12.  | 4.  | Ha a bánat beszélni tudna (If These Woes Could Talk) | Tim Burton      | Lauren Otero                                 | 2025. augusztus 6.  |
| 13.  | 5.  | ?                                                    | Angela Robinson | Erika Vazquez és Siena Butterfield           | 2025. szeptember 3. |
| 14.  | 6.  | ?                                                    | Angela Robinson | Alfred Gough, Miles Millar és Kayla Alpert   | 2025. szeptember 3. |
| 15.  | 7.  | ?                                                    | Tim Burton      |                                              | 2025. szeptember 3. |
| 16.  | 8.  | ?                                                    | Tim Burton      | Alfred Gough, Miles Millar és James Madejski | 2025. szeptember 3. |

## A sorozat készítése
Az 1991-es film előkészületi munkálatai során Tim Burtont bízták meg a rendezéssel, de végül a Batman visszatér című filmmel való időbeli összeütközések miatt lemondott róla, így Barry Sonnenfeld vette át a munkát. 2010 márciusában bejelentették, hogy az Illumination Entertainment a Universal Pictures-szel közösen megvásárolta az Addams Family rajzainak alapjogait. 2010-ben a tervek szerint a film egy stop-motion animációs film lett volna Charles Addams eredeti rajzai alapján. Burton társíró és társproducer lett volna a filmben, és a rendezés is felmerült. 2013 júliusában jelentették be, hogy a filmet törölték.
2020 októberében jelentették be eredetileg a Wednesday című, meg nem nevezett Addams Family-projektet, amelyet Burton fog irányítani. A sorozat gyártásáról az MGM Televízió gondoskodna, a rendező pedig Burton lenne. Alfred Gough és Miles Millar lenne a showrunner; míg Gough, Millar és Burton Gail Berman, Jon Glickman és Andrew Mittman mellett vezető producerek is lennének. 2021 februárjában a Netflix sorozatrendelést adott a produkciónak, amely nyolc epizódból állna.

### Forgatás
A sorozat forgatása 2021. szeptember 13-án kezdődött Bukarestben, és 2022. március 30-án fejeződött be. A Nevermore Akadémia környéki külső jeleneteket a bușteni Cantacuzino-kastélyban forgatták.